# Musaranya ibèrica
La musaranya ibèrica (Sorex granarius) és una espècie de mamífer de la família de les musaranyes que es troba a la península Ibèrica.